# Instituto Nacional para la Excelencia en el Servicio Automotriz
El Instituto Nacional para la Excelencia en el Servicio Automotriz (ESA o en Inglés ASE) es un grupo de certificación profesional que certifica a los profesionales y talleres de la industria de servicios y reparación de automóviles en los Estados Unidos y partes de Canadá. Es una organización independiente sin fines de lucro creada en 1972 en respuesta a la necesidad de los consumidores de distinguir entre técnicos automotrices competentes y potencialmente incompetentes.La organización tiene como objetivo mejorar la calidad de la reparación y el servicio de vehículos mediante las pruebas y la certificación de los profesionales de reparación y servicio.

## Certificación ESA
ESA ofrece pruebas de certificación para profesionales de la automoción a través de los centros de pruebas de prométrico . Se trata de varios exámenes, cuya aprobación, sumada a dos años de experiencia laboral práctica relevante, ameritará la certificación. La experiencia requerida puede ser sustituida por un año de formación en el puesto de trabajo y un título de formación de dos años de duración. También se ofrece una vía de recertificación para aquellos que han tenido una certificación previa. Tras la certificación, el solicitante certificado también recibirá una insignia de ESA en el hombro, una tarjeta de identificación para billetera y un certificado de pared adecuado para enmarcar. A partir de enero de 2020, la tarjeta billetera vuelve a estar disponible después de haber estado retirada desde junio de 2016.
Los empleadores suelen exigir la certificación ESA a aquellos interesados en seguir una carrera en el servicio automotriz profesional. Algunos municipios requieren la certificación ESA para obtener una licencia para la reparación de vehículos motorizados, como los condados de Broward y Miami-Dadede Florida.